# Ixala proutearia
Ixala proutearia là một loài bướm đêm trong họ Geometridae.